# Loška Gora, Radeče
Loška Gora je naselje v Občini Radeče.